# Inculturación
Inculturación, o inculturización, es un término que, en su sentido más amplio, hace referencia a la integración de una cultura con otra u otras. El término puede referirse a los ámbitos civil o confesional. Los aspectos a integrar pueden implicar la acción de distintas empresas de propagación del conocimiento, siguiendo, a menudo, alguna clase de programa didáctico preestablecido. A lo largo del proceso, típicamente, el trabajo parte de la identificación de elementos comunes de las culturas que buscan la integración, para llegar, más adelante, a hitos relacionados con la validación de cada una de las similitudes observadas. En etapas posteriores del proceso, se daría la aceptación de cada coincidencia identificada y considerada válida, para acceder, finalmente, a a fases más complejas de entendimiento. 

## Definiciones
En un contexto confesional, la actuación de la Iglesia católica bajo el papado de Juan Pablo II en África giró en torno a la inculturación.
El papa Juan Pablo II ha definido la inculturación en distintos momentos.
Según la Carta Encíclica "Slavorum apostoli" (1985):

Encarnación del Evangelio en las culturas autóctonas, y a la vez, la introducción de estas en la vida de la Iglesia.

Según la Carta Encíclica "Redemptoris missio" (1990):

La inculturación es un camino lento que acompaña toda la vida misionera y requiere la aportación de los diversos colaboradores de la misión de gentes, la de las comunidades cristianas a medida que se desarrollan, la de los Pastores que tienen la responsabilidad de discernir y fomentar su actuación.

Samuel Rayan (1976) la define como:

La inserción de la fe en la corriente vital de los pueblos y las expresiones de la vida de fe en términos de existencia histórica concreta, y, a la vez, la inserción de la vida de los pueblos en la fe a todos los niveles más profundos que cualquiera de sus expresiones concretas".

Según Jacques Scheuer (1984) es:

La inculturación es el proceso por el cual la vida y el mensaje cristianos se insertan en una cultura particular, se encarna por así decirlo en una comunidad cultural, en una sociedad determinada, y allí echan tan buenas raíces que producen nuevas riquezas, formas inéditas de pensamiento, de acción y de celebración...”.